# Aflao
Aflao – miasto w Ghanie w regionie Volta; 36 tys. mieszkańców (2006). Przemysł spożywczy.
Jest miastem konurbacyjnym Lomé po drugiej stronie granicy z Togo.